# Iglatjärnen (Bergums socken, Västergötland)
Iglatjärnen är en sjö söder om Olofstorp i Göteborgs kommun i Västergötland och ingår i Göta älvs huvudavrinningsområde. Det sägs att tjärnen har fått sitt namn på grund av att botten var mycket rik på iglar. Till tjärnen leder Iglartjärnsvägen som tidigare hette Väg 1.